# Tirà rogenc occidental
El tirà rogenc occidental (Casiornis rufus) és un ocell de la família dels tirànids (Tyrannidae).

## Hàbitat i distribució
Habita zones obertes amb matolls, bosc de rivera, campos i bosc del sud-est del Perú, Bolívia, Paraguai, sud-oest, centre i sud del Brasil i nord de l'Argentina.